# Boris Souvarine
Boris Souvarine, vero nome Boris Lifschitz (Kiev, 5 novembre 1895 – Parigi, 1º novembre 1984), è stato un politico, saggista, giornalista e storico francese di origine ucraina caraita.

## Biografia
Operaio e figlio di un operaio, Souvarine è fin dal 1919 il principale animatore del Comitato della Terza Internazionale con Fernand Loriot e Charles Rappoport. Milita in seno alla Sezione Francese dell'Internazionale Operaia (SFIO) su basi marxiste rivoluzionarie perché il partito abbandoni la Seconda Internazionale, cosa che avvenne al congresso di Strasburgo del febbraio 1920, poi perché la SFIO aderisca alla Terza Internazionale, cosa che fu votata dalla maggioranza al congresso di Tours nel dicembre 1920 sulla base di una mozione di cui è stato un coautore.   
Risale ad allora la fondazione della Sezione Francese dell'Internazionale Comunista, il futuro Partito Comunista Francese. Souvarine è eletto al primo comitato direttivo della SFIC e fa parte nel 1921 dei delegati francesi al terzo congresso dell'Internazionale Comunista o Comintern, dove è eletto al tempo stesso nel comitato esecutivo e nel Praesidium che conta allora sette membri). Il 17 luglio 1921 entra nella segreteria del Comintern e nessun altro francese avrebbe ricoperto funzioni così importanti in seno al Comintern. All'epoca Souvarine vive principalmente a Mosca, ma è impegnato anche nella vita del partito francese dove si oppone al centro di Frossard e Cachin. Perde così il suo posto nel comitato direttivo al congresso di Marsiglia nel dicembre 1921, per riguadagnarlo nel 1923 al consiglio nazionale di Boulogne che segna la vittoria dell'ala sinistra pro-bolscevica. Entra allora nell'ufficio politico.  
Nel 1923 esplodono tra i dirigenti bolscevichi i conflitti che covavano dalla malattia di Vladimir Lenin. Souvarine assume posizioni critiche di fronte alla direzione e prende talvolta le parti di Lev Trockij, opponendosi in Francia ad Albert Treint che è appoggiato da Grigorij Evseevič Zinov'ev e dalla direzione dell'Internazionale. Nel gennaio 1924 al congresso di Lione risulta vincitore del confronto, ma Treint con l'appoggio di Manouilski e di tutti i delegati del Comintern fa vacillare il Comitato direttivo in marzo. In un testo del marzo 1924 Souvarine denuncia il «centralismo meccanico, burocratico, e irresponsabile» in seno alla SFIC. La pubblicazione da parte di Souvarine de Il Nuovo corso di Trockij ne Il Bollettino Comunista serve da pretesto per la sua esclusione dal Comintern e dunque dalla SFIC, annunciata da L'Humanité (ancora oggi l'organo del Partito Comunista Francese) il 19 luglio 1924. La sua esclusione fa in realtà seguito alla sua opposizione alla bolscevizzazione e stalinizzazione della SFIC.  
A partire dal 1925 ripubblica Il Bollettino Comunista. È membro fondatore del Circolo Comunista Democratico nel 1930 e della sua rivista La Critique sociale. Souvarine resta tutta la sua vita un avversario accanito dello stalinismo. Negli anni trenta pubblica la sua biografia di Iosif Stalin, una disamina storica del bolscevismo sulla quale diamo un resoconto specifico più oltre. La straordinaria lucidità di questo lavoro è oggi unanimemente  riconosciuta. Souvarine smontava già all'epoca i meccanismi delle menzogne create ad arte sulla realtà del regime sovietico, regime che considerava come una «negazione del socialismo e del comunismo».  
Nel 1935 fonda l'Istituto di storia sociale e raccoglie un'importante documentazione sul comunismo, l'Unione Sovietica e il movimento operaio. È il principale animatore di Est-ovest, rivista di notizie sui Paesi dell'est che dà un grande posto ai dissidenti. Ha creato anche la rivista Il Contratto sociale. Nello stesso anno vede la luce il suo Stalin anche in Francia. Nel 1940 è arrestato a Marsiglia dal governo di Philippe Pétain e incarcerato. Salvato da un amico, capitano di corvetta dell'esercito, è costretto a espatriare negli Stati Uniti. Come conseguenza dell'Operazione Barbarossa la valutazione su Stalin negli Stati Uniti cambia radicalmente: da nemico e alleato di Hitler, viene considerato improvvisamente una vittima e un campione di democrazia.
Souvarine diventa un personaggio scomodo, il suo libro scompare dalle librerie e in quanto antistalinista esplicito e dichiarato viene guardato con sospetto. Isolato socialmente, non trova più lavoro. Una ristretta cerchia di intellettuali, politici e diplomatici lo stima silenziosamente. Classificato ufficialmente come trockijista a causa della comune attività antistalinista, in realtà già nel 1939 rompe politicamente con Trockij, al quale non risparmia critiche e sul piano tattico e su quello di fondo, respingendo la sua teoria della rivoluzione permanente come «nozione verbosa e astratta» (prefazione all'edizione del 1939 del suo Stalin).

## Libro su Stalin
Lo Stalin di Souvarine è un'opera monumentale (quasi mille pagine, inclusa la vasta bibliografia), scritta tra il 1930 e il 1935 su commissione dell'editore Alfred Knopf di New York, il quale aveva posto condizioni non ideali: i capitoli dovevano essere inviati uno a uno per la traduzione e l'autore non ebbe mai modo di compiere una revisione completa dell'opera. Vi sono in effetti nel testo alcune ripetizioni che avrebbero potuto essere eliminate ad una rilettura più generale. Nonostante la mole e questi modesti limiti, l'opera è scritta con grandi capacità narrative, rigore storico e si legge agevolmente. Le vicissitudini del libro sono significative in quanto specchio di quegli anni drammatici. L'editore, influenzato da Raymond Postgate, uno stalinista britannico, rinunciò alla pubblicazione, cedendo i diritti a Martin Secker e Warburg Publishers di Londra e subappaltando l'edizione statunitense a una piccola casa editrice che ebbe breve vita e che cedette a sua volta i diritti ad un'altra ancora più piccola. Come risultato il libro conobbe solo quattro edizioni negli Stati Uniti. Dopo notevoli difficoltà provocate dall'opposizione di stalinisti, nonostante l'appoggio di Simone Weil e Georges Bataille, il libro vide finalmente la luce anche in Francia nel 1935. Nel 1940 furono aggiunti un capitolo finale e un'appendice per aggiornare il libro ai drammatici  avvenimenti bellici che incalzavano fino a quando l'invasione nazista della Francia mise la parola fine.
L'autore ha avuto l'accortezza nella ristampa del 1977, che è la fonte della traduzione italiana di lasciare il testo intatto, anche se scrive nella prefazione: «L'autore [...] [c]erto oggi non lo scriverebbe come un tempo. [...] È dunque ovvio che l'autore non sia più qual era quando si mise all'opera: un «comunista» nel senso in cui si definiva Jaurès all'inizio del secolo, quando il termine era sinonimo di socialista e di socialdemocratico». Grazie a questa consapevole accortezza l'opera diventa essa stessa un documento storico e insieme la migliore dimostrazione che si possa fare storia, purché muniti di spirito scientifico e di intelligenza critica, anche essendo parte in causa un protagonista e una vittima degli eventi di cui si narra, quasi in contemporanea con il loro svolgimento.
Oltre che di Stalin il libro parla diffusamente delle rivoluzioni russe e di Lenin, con il quale Souvarine si confrontò più volte (esiste una lettera di Lenin a Souvarine che risponde alle sue critiche) sempre con il medesimo spirito critico. È impossibile non rilevare l'influenza di questa opera anche in altre di argomento analogo e assai posteriori (ad esempio, il, Lenin di Hélène Carrère d'Encausse) soprattutto di cultura francese e probabilmente nei notissimi lavori su Stalin di Roy Medvedev. Raramente, se non mai, la si trova tuttavia citata in bibliografia, ulteriore indice di quella «consacrazione muta e involontaria» già notata dal Souvarine stesso.